# هانزا براندنبورگ بی.آی
هانزا براندنبورگ بی. آی (به انگلیسی: Hansa-Brandenburg_B.I) یک هواگرد ملخ‌پیشین تک‌موتوره از نوع شناسایی ساخت شرکت هنسا-برندنبرگ است. هواگرد هانزا براندنبورگ بی. آی نخستین پروازش را در ۱۹۱۴ میلادی انجام داد.
طراح این هواگرد، ارنست هاینکل بود.